# Nalu (peuple)
Pour les articles homonymes, voir Nalu.
Les Nalu (ou Nalou) sont une population d'Afrique de l'Ouest, vivant notamment en Guinée et en Guinée-Bissau.

## Langues
Leur langue est le nalu, une langue atlantique. Le nombre total de locuteurs a été estimé à 21 830, dont 13 000 en Guinée en 1993 et 8 830 en Guinée-Bissau en 2006. Le soussou est également utilisé.

## Culture

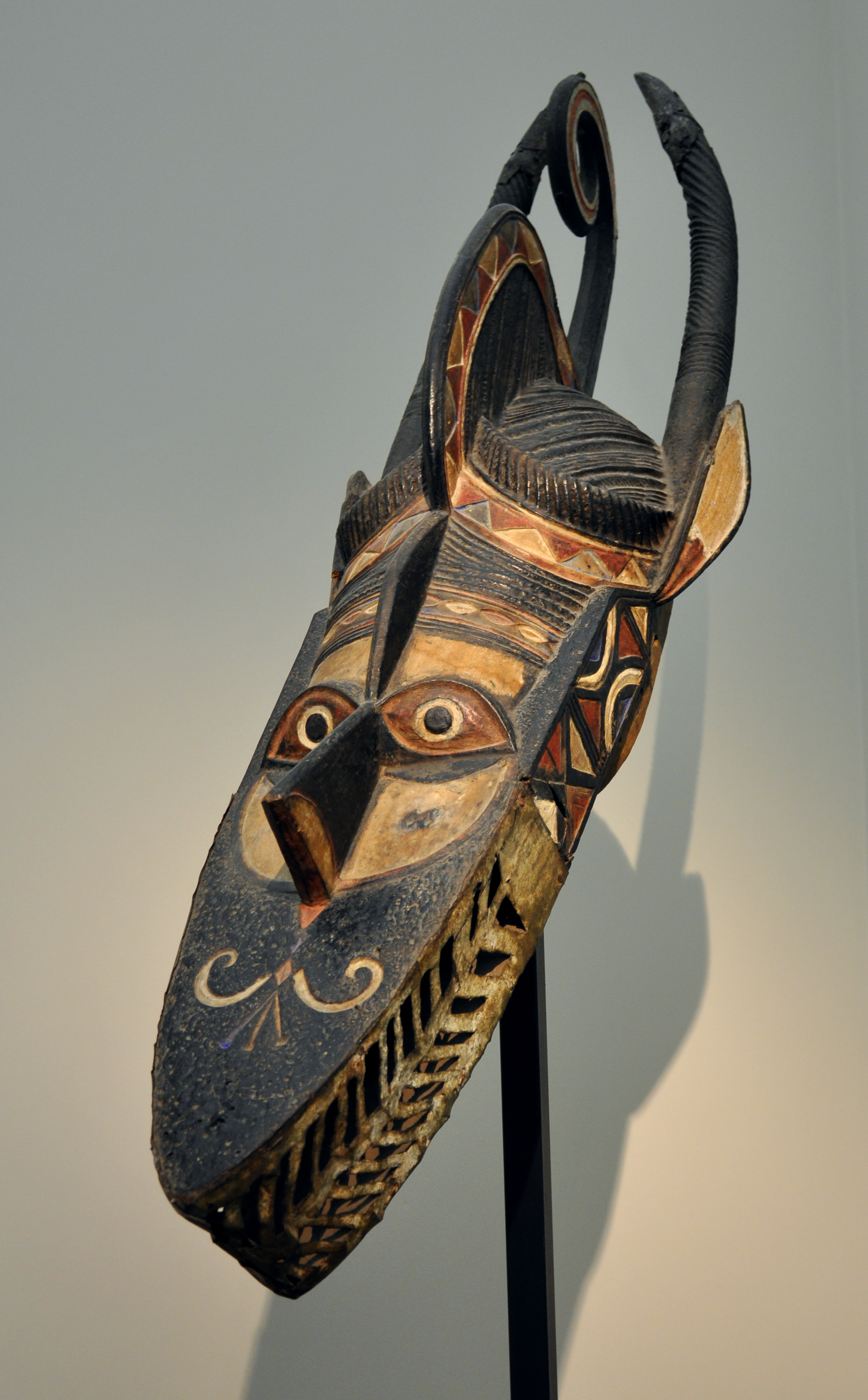
Masque de Kukuba
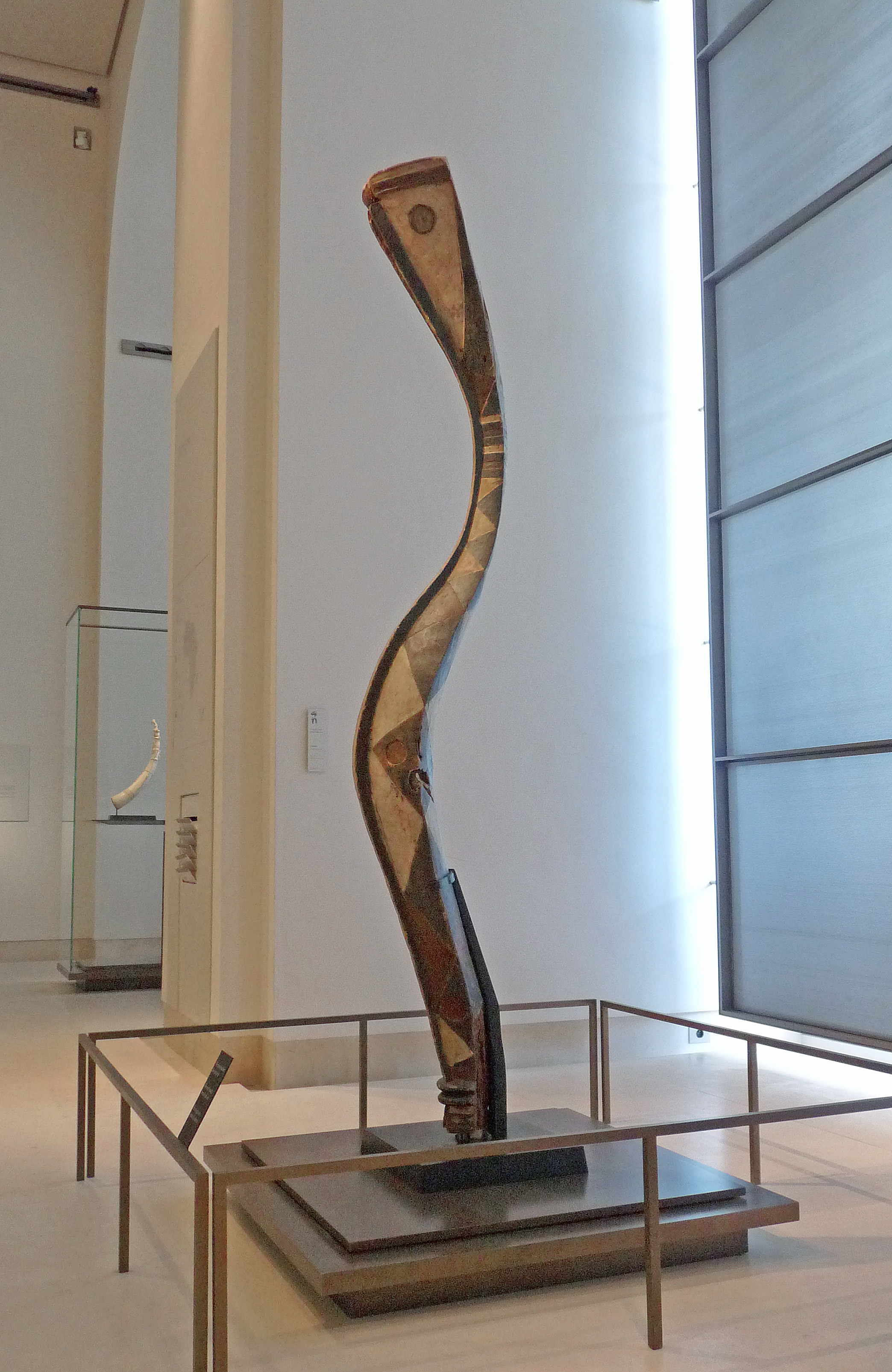
Masque-cimier mbanchong
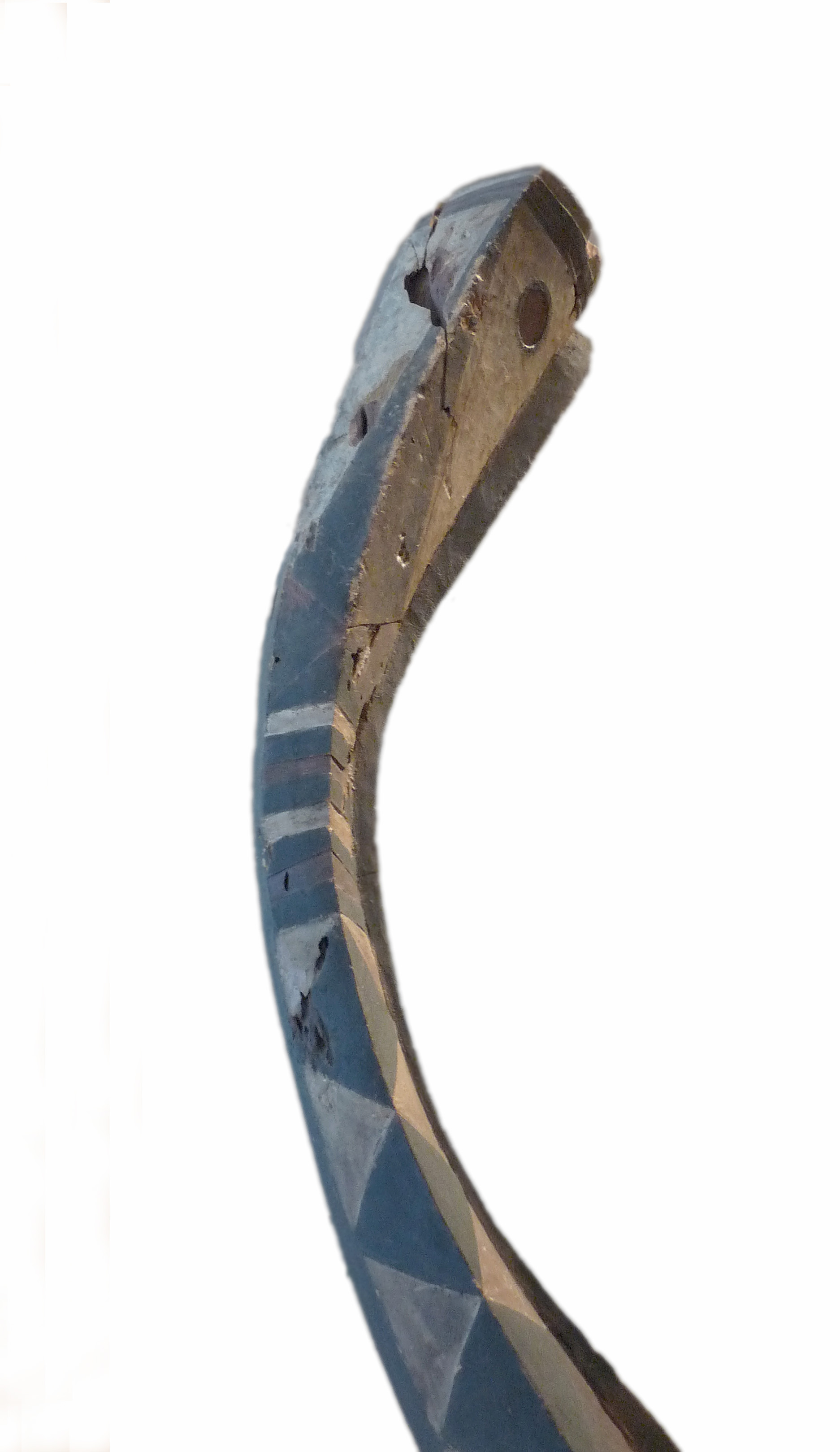
Masque-cimier (détail)